# Bec d'Able
Le Bec d'Able est un cours d'eau français qui coule dans le département du Loiret. C'est un affluent de la Loire en rive gauche.

## Géographie
Le Bec d'Able présente une longueur de 18,9 kilomètres. Il prend sa source dans la commune d'Isdes, à une altitude de 153 m, et se jette dans la Loire, dans la commune de Guilly, à une altitude de 108 m. Le cours d'eau présente ainsi une pente hydraulique de 2,4 mm/m. Il s'écoule globalement de l’est vers l'ouest.

### Communes traversées
Le Bec d'Able traverse 6 communes, soit d'amont vers l'aval : Isdes, Viglain, Villemurlin, Sully-sur-Loire, Guilly, (Saint-Benoît-sur-Loire);  

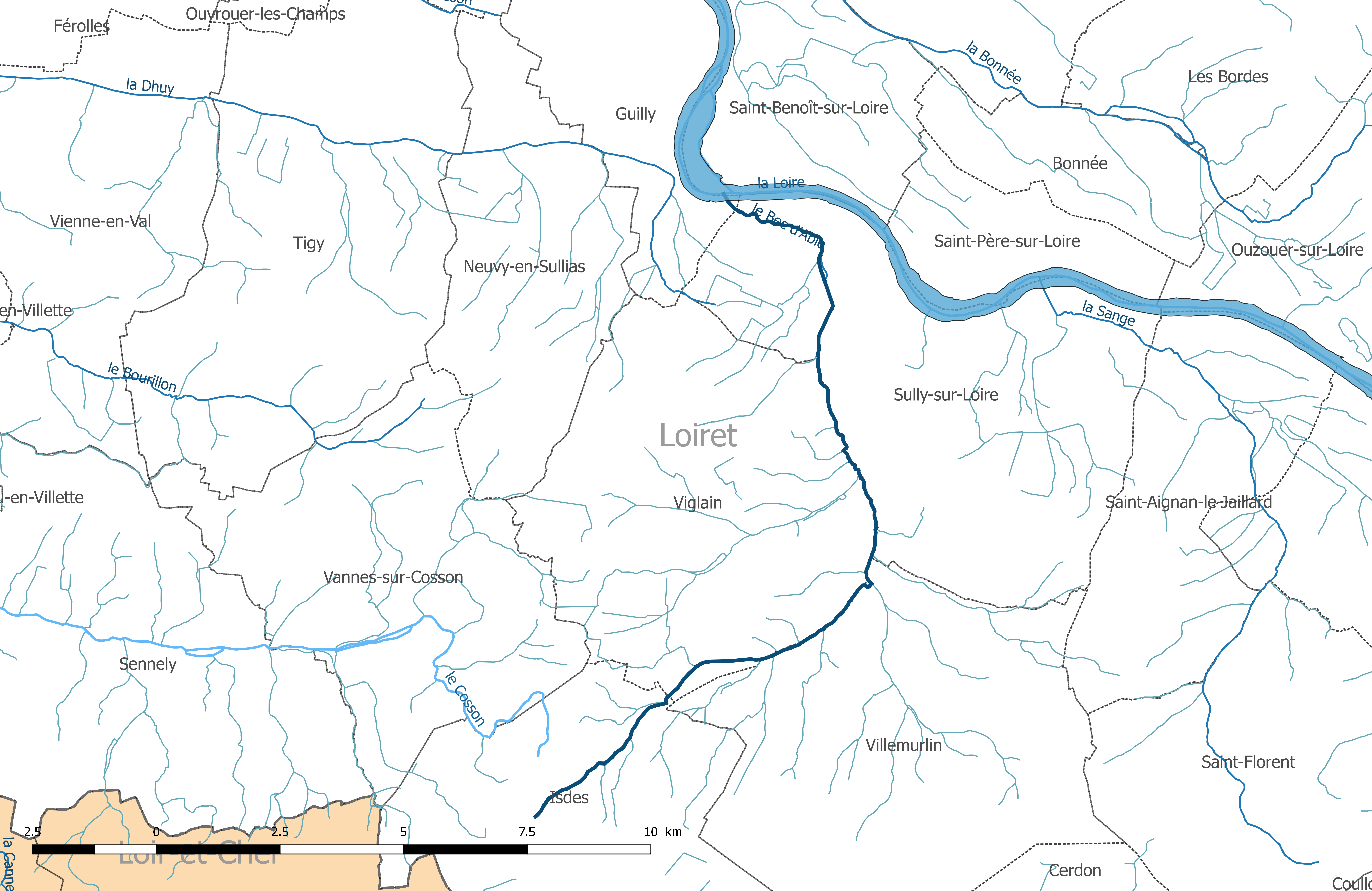
Cours d'eau le Bec d'Able.

### Bassin versant
Son bassin versant correspond à la zone hydrographique « la Loire du cours d'eau K422500 (nc) au Bec d'Able (nc) (k423) », au sein du bassin DCE plus large « La Loire, les cours d'eau côtiers vendéens et bretons ». Ce dernier s'étend sur 36 365 km2. Il est constitué à 25.61 % de « territoires agricoles », 31.88 % de « forêts et milieux semi-naturels » et à 3.37 % de « territoires artificialisés ».

### Affluents
Cinq affluents sont recensés dans la base BD Carthage :
- PK: 987337 | (K4246000)[4]
- PK: 989936 | (K4247000)[5]
- PK: 992291 | l'Aulne (K4254000)[6]
- PK: 993546 | (K4256800)[7]
- PK: 997276 | (K42-0301)[8]

## Pêche et peuplements piscicoles
La catégorie piscicole est un classement juridique des cours d'eau en fonction des groupes de poissons dominants. Un arrêté réglementaire préfectoral permanent reprend l’ensemble des dispositions applicables en matière de pêche dans le département du Loiret en les différenciant selon les catégories piscicoles. Le Bec d'Able est classé en deuxième catégorie, c'est-à-dire que l'espèce biologique dominante est constituée essentiellement de poissons blancs (cyprinidés) (donc rivière cyprinicole) et de carnassiers (brochet, sandre et perche).

## Gouvernance

### Échelle du bassin
En France, la gestion de l’eau, soumise à une législation nationale et à des directives européennes, se décline par bassin hydrographique, au nombre de sept en France métropolitaine, échelle cohérente écologiquement et adaptée à une gestion des ressources en eau. Le Bec d'Able est sur le territoire du bassin Loire-Bretagne et l'organisme de gestion à l'échelle du bassin est l'agence de l'eau Loire-Bretagne.

### Échelle locale
En 2017, le Bec d'Able était géré au niveau local par la Communauté de communes du Val de Sully.